# Tmemophlebia testacea
Tmemophlebia testacea är en tvåvingeart som först beskrevs av Macquart 1840.  Tmemophlebia testacea ingår i släktet Tmemophlebia och familjen svävflugor. Inga underarter finns listade i Catalogue of Life.